# فلفل تی T ترینیداد اسکورپیون بوچ

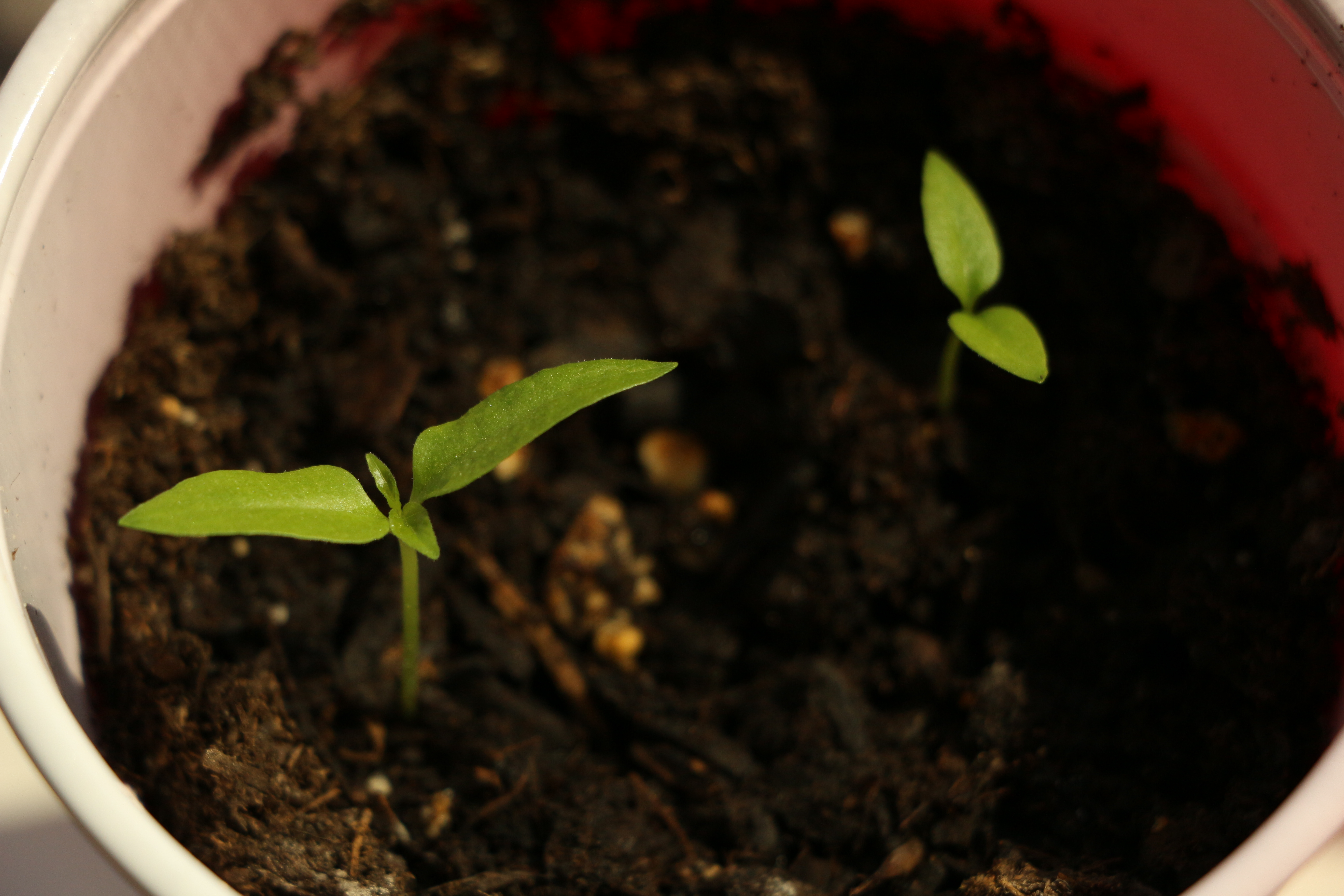
جوانه‌ها

فلفل تی T ترینیداد اسکورپیون بوچ (Trinidad Scorpion Butch T) یک رقم فلفل دلمه‌ای چینی است که در میان تندترین فلفل‌های جهان قرار دارد.  این فلفل ترکیبی است و بنابراین در هیچ کجا بومی نیست. با این حال، نسب هیبریدی آن از عقرب ترینیداد موروگا بومی ترینیداد و توباگو گرفته شده است.  این نام توسط نیل اسمیت از شرکت دانه های هیپی،  پس از اینکه او دانه ها را در اصل از بوچ تیلور (صاحب مزارع Zydeco در وودویل/ کراسبی، می سی سی پی ، و یک شرکت سس تند ) که مسئول تکثیر دانه های فلفل است، گرفت.  فلفل «عقرب» به این دلیل نامیده می شود که انتهای نوک تیز فلفل شبیه نیش عقرب است.

## رکورد جهانی
فلفل "تی بوچ" عقرب ترینیداد برای سه سال تندترین ("تند") فلفل جهان بر اساس رکوردهای جهانی گینس بود. یک آزمایش آزمایشگاهی که در مارس ۲۰۱۱ انجام شد، یک نمونه را در ۱٬۴۶۳٬۷۰۰ واحد حرارتی مقیاس اسکویل اندازه‌گیری کرد و رسماً آن را به عنوان تندترین فلفل جهان در آن زمان رتبه‌بندی کرد. به گفته یکی از پرورش دهندگان فلفل، یکی از رازهای احتمالی گرمای فلفل، بارور کردن خاک با رواناب مایع یک مزرعه کرم است. در اوت ۲۰۱۷، رکوردهای جهانی گینس، کارولینا ریپر را به عنوان تندترین فلفل جهان با ۱٬۶۴۱٬۱۸۳ SHU (واحد حرارتی مقیاس اسکویل) به رسمیت شناخت.

### همچنین ببینید
- برای رشد تندترین فلفل مسابقه دهید
- عقرب ترینیداد موروگا